# Кінчао (острів)
Острів Кінчао — острів у провінції Чилое, Чилі, біля східного узбережжя острова Чилое. До нього входять комуни Кінчао та Курако-де-Велес. Головні міста Ачао і Курако-де-Велес. Острів Кінчао відокремлений від острова Чилое протокою Далкахію на північному заході острова.